# Thricolema anomala
Thricolema anomala är en skalbaggsart som beskrevs av George Robert Crotch 1874. Thricolema anomala ingår i släktet Thricolema och familjen bladbaggar. Inga underarter finns listade i Catalogue of Life.